# Strumigenys yasumatsui
Strumigenys yasumatsui är en myrart som beskrevs av Brown 1971. Strumigenys yasumatsui ingår i släktet Strumigenys och familjen myror. Inga underarter finns listade i Catalogue of Life.